# Provincia de Nicaragua y Costa Rica
La provincia de Nicaragua y Costa Rica fue una entidad administrativa y territorial de la Monarquía Española de 1812 a 1814, y de 1820 a 1821, que luego fue dividida en la provincia de Nicaragua y la provincia de Costa Rica.

## Creación

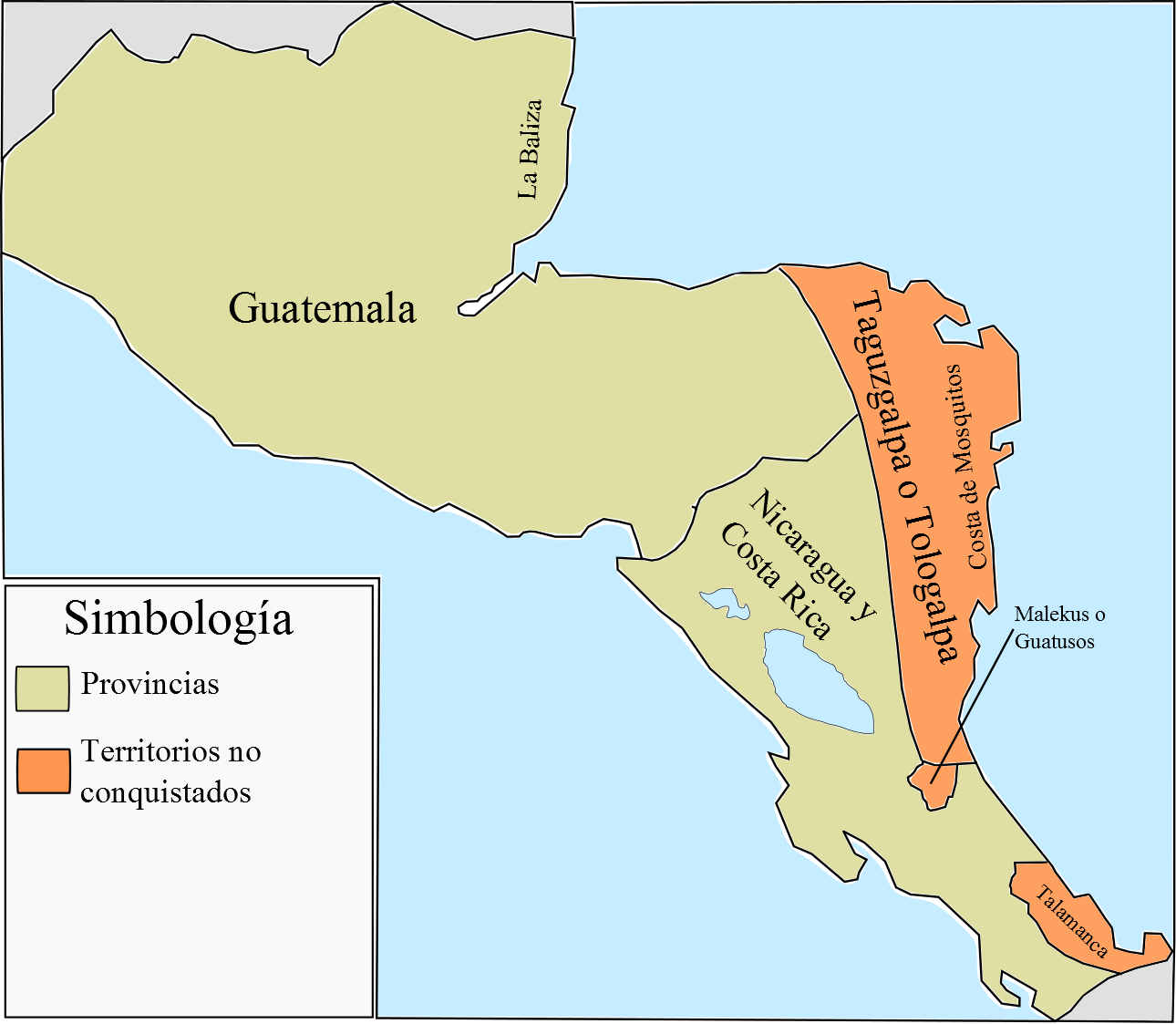
La provincia de Nicaragua y Costa Rica, junto con la provincia de Guatemala en 1812, luego de la implementación de la Constitución de Cádiz

De los territorios centroamericanos, la enumeración de las provincias de España contenida en la Constitución de 1812 sólo mencionó a Guatemala, por lo que parecía que se iba a mantener la unidad administrativa de los territorios del antiguo Reino de Guatemala, bajo la autoridad de un mismo Jefe Político Superior y una Diputación Provincial. Sin embargo, a propuesta de los diputados de Nicaragua y Costa Rica, las Cortes de Cádiz decidieron mediante una ley de 23 de mayo de 1812, segregar del Reino de Guatemala, los territorios de la intendencia de León y de la provincia de Costa Rica (que estaba bajo un gobierno militar dependiente de la Capitanía General de Guatemala, con las mismas facultades de una Intendencia pero con un rango menor, ya que en lo hacendario dependía de la Intendencia de León), para reunirlos en una nueva circunscripción, la provincia de Nicaragua y Costa Rica.

## Autoridades
La provincia de Nicaragua y Costa Rica, como las demás de la Monarquía, contaba con un Jefe Político Superior de nombramiento real y una Diputación Provincial de siete miembros, elegida popularmente. Ambos tenían su sede en la ciudad de León (Nicaragua).
La provincia era política y administrativamente independiente de Guatemala y estaba subordinada directamente al gobierno de Madrid, aunque en lo militar y hacendario siguió estando subordinada a la Capitanía General y Superintendencia de Guatemala y en lo judicial a la Audiencia Territorial ubicada en la ciudad de Guatemala.

## Primera época (1812-1814)
En 1812, la Diputación Provincial de Nicaragua y Costa Rica estaba integrada por un total de siete diputados, correspondiendo uno para León, Granada, Rivas, Segovia, y Nicoya; y dos por Cartago.
La primera Diputación Provincial de Nicaragua y Costa Rica se creó el 21 de noviembre de 1813, bajo la presidencia del Jefe Político Superior Juan Bautista Gual y Curvelo. En abril de 1814, de conformidad con lo dispuesto en una ley de Cortes de 23 de junio de 1813, la Diputación Provincial procedió a dividir el territorio de la provincia en partidos, uno de los cuales fue el Partido de Costa Rica, y recomendó el nombramiento de un Jefe Político Subalterno con sede en su capital, la ciudad de Cartago. Este plan no se materializó, porque casi enseguida se tuvieron noticias de la restauración del absolutismo efectuada por el rey Fernando VII y de la declaratoria de nulidad de todo lo actuado por las Cortes.
En lo legislativo al nivel de la Monarquía, la provincia eligió dos representantes propietarios a las Cortes en este período. Ellos fueron Florencio del Castillo por Costa Rica y José Antonio López de la Plata por Nicaragua. Ambos sirvieron del 11 de julio de 1810 hasta el 10 de mayo de 1814, cuando se abolió las Cortes.

## Segunda época (1820-1821)
En marzo de 1820, como consecuencia del restablecimiento de la Constitución de 1812, resucitó la provincia de Nicaragua y Costa Rica, cuya Diputación Provincial se creó el 25 de octubre de ese año, bajo la presidencia del Jefe Político Superior Miguel González Saravia y Colarte. El 13 de diciembre de 1820, la Diputación dividió el territorio provincial en siete partidos: El Realejo, Nueva Segovia, León, Granada, Nicaragua (Rivas), Nicoya y Costa Rica.
La provincia de Nicaragua y Costa Rica proclamó su independencia absoluta de España el 11 de octubre de 1821, pero casi enseguida empezaron a surgir desavenencias en su territorio. Los Partidos de Granada y de Costa Rica erigieron gobiernos separados del de León, y el de Costa Rica reasumió la condición de provincia en la Constitución que emitió el 1° de diciembre de 1821, denominada Pacto Social Fundamental interino o Pacto de Concordia (por lo que se extinguió la provincia de Nicaragua y Costa Rica, y en el territorio restante se constituyó una nueva provincia de Nicaragua).